# El Rincón de Tierra Blanca
El Rincón de Tierra Blanca är en ort i Mexiko.   Den ligger i kommunen San Dimas och delstaten Durango, i den centrala delen av landet, 800 km nordväst om huvudstaden Mexico City. El Rincón de Tierra Blanca ligger 2 059 meter över havet och antalet invånare är 113.
Terrängen runt El Rincón de Tierra Blanca är bergig västerut, men österut är den kuperad. Runt El Rincón de Tierra Blanca är det mycket glesbefolkat, med 6 invånare per kvadratkilometer. Närmaste större samhälle är La Ciudad, 15,7 km nordost om El Rincón de Tierra Blanca. I omgivningarna runt El Rincón de Tierra Blanca växer huvudsakligen savannskog.